# Belgische federale verkiezingen 2003/Kandidatenlijsten/VLD
Dit zijn de kandidatenlijst van de VLD voor de Belgische federale verkiezingen van 2003. De verkozenen staan vetgedrukt.

## Antwerpen

### Effectieven
1. Bart Somers
2. Yolande Avontroodt
3. Claude Marinower
4. Margriet Hermans
5. Ludo Van Campenhout
6. Arnold Van Aperen
7. Carry De Groot-Verboven
8. Christophe Thomas
9. Lieve Verschueren
10. Edwig Van Hooydonck
11. Els Empereur
12. Hans Schoofs
13. Marc Van den Abeelen
14. Inge Michielsen
15. Ronny Slootmans
16. Annick De Ridder
17. Ann De Cnodder
18. Désirée Oen
19. Dani Dries
20. Anneke Vermeiren
21. Tom Van Even
22. Koen Helsen
23. Luc Beaucourt
24. Marleen Vanderpoorten

### Opvolgers
1. Martine Taelman
2. Fons Borginon
3. Annemie Turtelboom
4. Tom De Vries
5. Björn Verhoeven
6. Nicole Braem
7. Muriel Poortmans
8. Kristel Claes
9. Annemie Langmans
10. Ludwig Neefs
11. Lode Hofmans
12. Peter Gysbrechts
13. Dirk Sterckx

## Brussel-Halle-Vilvoorde

### Effectieven
1. Annemie Neyts
2. Willy Cortois
3. Maggie De Block
4. Eddy Warrand
5. Walter Zelderloo
6. Frank Gillijns
7. Kathleen D'Herde
8. Chris Selleslagh
9. Hilde Van Overstraeten
10. Annie Rosseel-Claessens
11. Gwenny De Vroe
12. Yoeri Vastersavendts
13. Nicky Bellemans
14. Danny Smagghe
15. Carina Van Liefferinge
16. Gilbert Wouters
17. Lydia Luypaert
18. Jaak Pijpen
19. Mira Deckx
20. Johan Agneessens
21. Audrey Valkeniers-Van Zyl
22. Francis Vermeiren

### Opvolgers
1. Maggie De Block
2. Luk Van Biesen
3. Virginie De Klippel
4. Raymond Cnops
5. Liseane Missotten Stergiou
6. Marc Beernaert
7. Nicole Buelens
8. Marie-Jeanne Herremans
9. Sven Gatz
10. Guy Vanhengel
11. Dominique Guns
12. Stefaan Platteau

## Leuven

### Effectieven
1. Rik Daems
2. Stef Goris
3. Christel Verlinden
4. Ann Somers
5. Katia della Faille de Leverghem
6. Freddy Vranckx
7. Herman Schueremans

### Opvolgers
1. Ann Schevenels
2. Billy Reynders
3. Koert Debeuf
4. Leen Flamand
5. Greet De Ras-Reniers
6. Marc Thienpont

## Limburg

### Effectieven
1. Patrick Dewael
2. Hilde Vautmans
3. Karel Pinxten
4. Armand Schreurs
5. Veronique Michiels
6. Bruno Steegen
7. Riet Ceyssens-Leynen
8. Jean Lambrecks
9. Jeannine Feytons-Tournel
10. Lydia Peeters
11. Marilou Vanden Poel-Welkenhuysen
12. Marino Keulen

### Opvolgers
1. Georges Lenssen
2. Jacques Germeaux
3. Denise Aerts
4. Laurence Libert
5. Veronique Caerts
6. Hugo Philtjens
7. Jaak Gabriels

## Oost-Vlaanderen

### Effectieven
1. Guy Verhofstadt
2. Herman De Croo
3. Fientje Moerman
4. Filip Anthuenis
5. Hilde Dierickx
6. Guido De Padt
7. Hilde Eeckhout
8. Paul Wille
9. Sofie D'Hondt
10. Kaan Osmanagaoglu
11. Patricia De Waele
12. Guy Van Dalem
13. Carina Van Cauter
14. John Taylor
15. Els De Groote
16. Anne-Marie Hoebeke
17. Sophie Delaere
18. Yves Deswaene
19. Martine De Maght
20. Karel De Gucht

### Opvolgers
1. Geert Versnick
2. Guy Hove
3. Ingrid Meeus
4. Johan Stylemans
5. Ann Panis
6. Martine Van Huffel
7. Heidi Beck
8. Valentine Tas
9. Hugo Leroy
10. Frans Van Gaeveren
11. Johan Van Hecke

## West-Vlaanderen

### Effectieven
1. Marc Verwilghen
2. Sabien Lahaye-Battheu
3. Pierre Lano
4. Bart Tommelein
5. Kathleen van der Hooft
6. Patrick De Klerck
7. Veerle Vervaeke
8. Carine De Jonghe
9. Christophe Spriet
10. Mercedes Van Volcem
11. Yves François
12. Kaat De Waele
13. Christine Eertmans
14. Mauricette Cools
15. Xavier Desimpel
16. Martial Lahaye

### Opvolgers
1. Vincent Van Quickenborne
2. Miguel Chevalier
3. Sofie Staelraeve
4. Paul Vanhie
5. Martine Lesaffre
6. Karine Declerck
7. Elke Carette
8. Marc Vanden Bussche
9. Louis Bril

## Senaat

### Effectieven
1. Guy Verhofstadt
2. Jeannine Leduc
3. Hugo Coveliers
4. Pierre Chevalier
5. Annemie Van De Casteele
6. Jean-Marie Dedecker
7. Iris Van Riet
8. Luc Willems
9. Katrien Lahaye-Bulens
10. Dirk Van Mechelen
11. Martine De Graef
12. Dirk Grootjans
13. Katia della Faille de Leverghem
14. Lieve Van Ermen
15. Claudine De Schepper
16. Bianca Luzi
17. Patricia Coppens
18. Marleen Vanheusden
19. Ruth Devacht
20. Wiske Ockerman
21. Jean-Paul Lavigne
22. Reginald Moreels
23. Jaak Gabriels
24. Marc Herremans
25. Karel De Gucht

### Opvolgers
1. Patrik Vankrunkelsven
2. Stefaan Noreilde
3. Stéphanie Anseeuw
4. Gwendolyn Rutten
5. Marie-Claire Vandenbulcke
6. Patrick Janssen
7. Corinne Olbrechts
8. Niki De Boeck
9. Margriet Hermans
10. Karine Huts
11. Herman De Croo
12. Bart Somers
13. Rik Daems
14. Patrick Dewael